# Stanhopea
Genre
Classification phylogénétique
Répartition géographique
Stanhopea est un genre d’orchidées néotropicales produisant des fleurs parfumées de forme étrange.

## Description
C'est une orchidée épiphyte produisant des pseudobulbes sphériques, fortement sillonnés dans la longueur, d’où émergent de longues et larges feuilles coriaces, vert sombre, ondulées sur les bords et marquées par de fortes veinures latérales. Les hampes florales apparaissent sous la plante. Elles portent entre 2 et 10 fleurs, selon les espèces, parfois plus. Les fleurs sont particulièrement étranges. Les pétales et les sépales sont rabattus en arrière alors que les labelle est allongé et proéminent. Il est divisé en deux parties, qui se font face à la manière des deux maxillaires d’une mâchoire, à laquelle le labelle ressemble vaguement. La couleur des fleurs est variable : crème, blanc pur, jaunâtre, ocre, orange, grenat et mélange le plus souvent ces couleurs sur la même fleur. Cette dernière est parfumée, offrant le plus souvent un parfum très fort et capiteux, mêlant diverses senteurs comme le cacao ou la vanille. Elles sont par contre de très courte durée pour une orchidée : 10 jours pour la floraison complète, 3-4 jours pour une fleur individuelle, parfois moins. Seuls les gros spécimens sont aptes à être en fleurs plusieurs mois dans l'année en produisant plusieurs inflorescences qui alternent.

## Répartition
Ce genre d'orchidées est largement répandues en Amérique centrale et dans le nord de l'Amérique du Sud. Elles se trouvent plus précisément en Colombie, au Mexique et dans l'Equateur.

## Culture

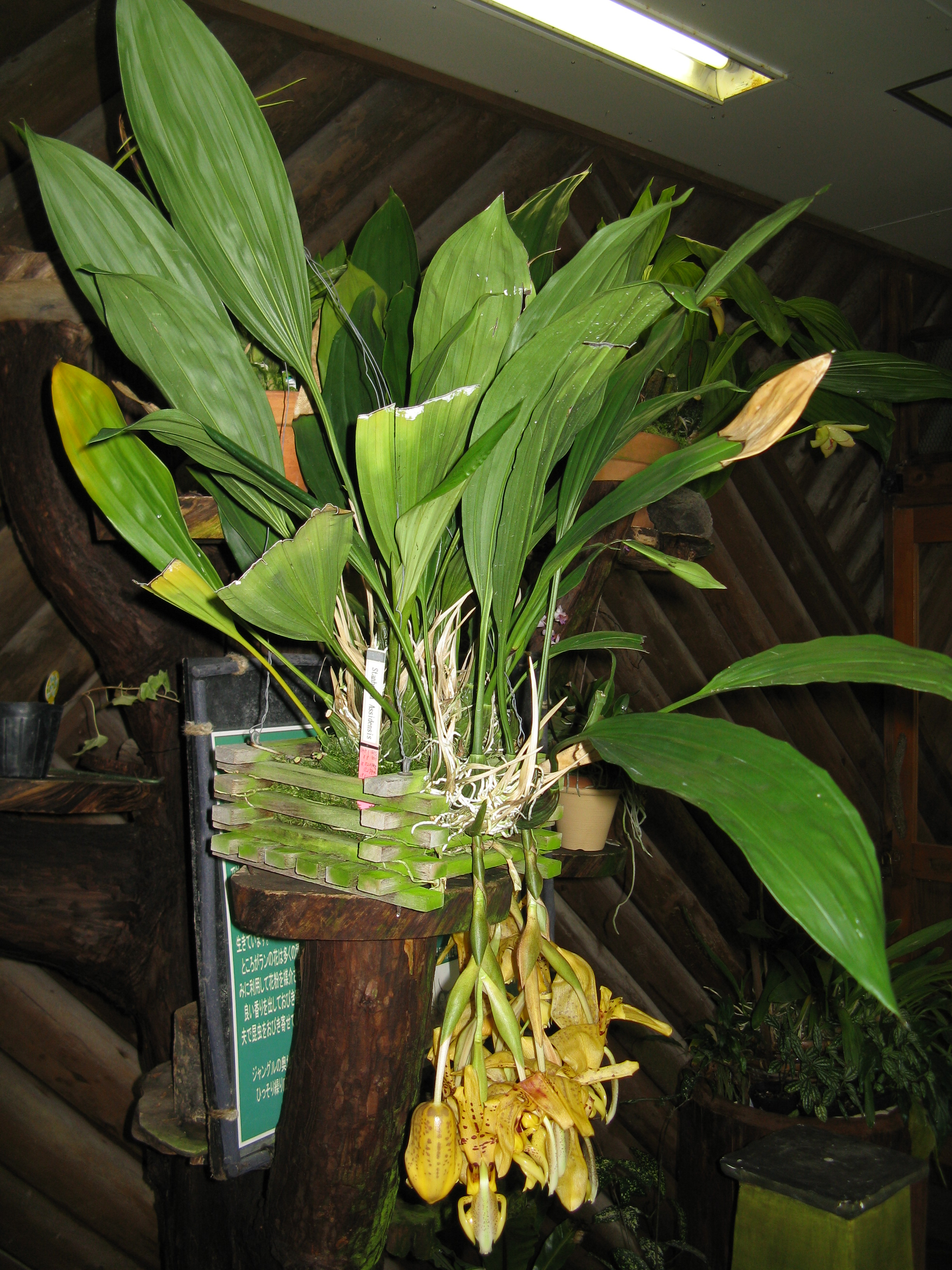
Stanhopea poussant dans un panier en lattes de bois d'où on voit émerger son inflorescence pendante.

Orchidée résistante, de culture assez facile, même s'il y a quelques règles importantes à respecter et notamment en ce qui concerne le conteneur : en effet les inflorescences se développant sous la plante et traversant le substrat il est impossible de les cultiver en pot car la floraison avorterait obligatoirement.
- Substrat : Comme il est impossible de la cultiver en pot classique, il reste d’autres solutions pour la rempoter. Les paniers suspendus en lattes de bois ou en grillage semble être la meilleure solution. On peut également la plaquer sur un morceau de liège et entourer les racines de sphaigne pour maintenir l’humidité. Il existe aussi des pots percés de trous ou de quadrillage, que l’on peut aussi réaliser soi-même. Dans l’hypothèse d’une panier en lattes de bois il faut garnir le fond et les côtés de sphaigne, puis garnir le panier d’écorces concassées de calibre moyen (1-2 cm).

- Humidité : Humidité atmosphérique et arrosages importants pendant la période de croissance. Par contre lorsque les pseudobulbes sont arrivés à maturité, il faut complètement arrêter les arrosages pendant un mois pour favoriser la floraison. En hiver le substrat doit rester tout juste humide, mais pas plus.

- Fertilisation : Pendant la période de croissance il faut fertiliser une fois tous les 15 jours.

- Température : Orchidée de serre chaude, nécessitant une température de 22-25 °C la journée pendant la période de croissance, en environ 18 °C, en hiver. La température plus généralement ne doit pas descendre en dessous de 15 °C en période de croissance.

- Exposition : Très lumineuse, sud, est ou ouest. Cependant il faut que la lumière soit tamisée par un voilage, car le feuillage peut être brûlé par le plein soleil. En hiver par contre la plante peut être placé en plein soleil.

## Espèces
Il existe au total 84 espèces de Stanhopea (à vérifier) :
- Stanhopea anfracta
- Stanhopea annulata
- Stanhopea Assidensis
- Stanhopea avicula
- Stanhopea candida
- Stanhopea carchiensis
- Stanhopea cirrhata
- Stanhopea confusa
- Stanhopea connata
- Stanhopea costaricensis
- Stanhopea deltoidea
- Stanhopea dodsoniana
- Stanhopea ecornuta
- Stanhopea embreei
- Stanhopea florida
- Stanhopea frymirei
- Stanhopea gibbosa
- Stanhopea grandiflora
- Stanhopea graveolens
- Stanhopea greeri
- Stanhopea guttulata
- Stanhopea haseloviana
- Stanhopea hernandezii
- Stanhopea impressa
- Stanhopea inodora
- Stanhopea insignis
- Stanhopea intermedia
- Stanhopea jenischiana
- Stanhopea lietzei
- Stanhopea lowii
- Stanhopea maculosa
- Stanhopea madouxiana
- Stanhopea maduroi
- Stanhopea manriquei
- Stanhopea martiana
- Stanhopea napoensis
- Stanhopea naurayi
- Stanhopea nigripes
- Stanhopea novogaliciana
- Stanhopea oculata
- Stanhopea ospinae
- Stanhopea panamensis
- Stanhopea peruviana
- Stanhopea platyceras
- Stanhopea posadae
- Stanhopea pozoi
- Stanhopea pseudoradiosa
- Stanhopea pulla
- Stanhopea quadricornis
- Stanhopea radiosa
- Stanhopea reichenbachiana
- Stanhopea ruckeri
- Stanhopea saccata
- Stanhopea schilleriana
- Stanhopea shuttleworthii
- Stanhopea stevensonii
- Stanhopea tigrina
- Stanhopea tigrina var. nigroviolacea (voir Stanhopea tigrina)
- Stanhopea tolimensis
- Stanhopea tricornis
- Stanhopea wardtaii
- Stanhopea warszewicziana
- Stanhopea xytriophora